# Nephoptera sinica
Nephoptera sinica är en insektsart som beskrevs av Steinmann 1966. Nephoptera sinica ingår i släktet Nephoptera och familjen vårtbitare. Inga underarter finns listade i Catalogue of Life.